# Lac du Pénée
 (signalé en mai 2025).
Si vous disposez d'ouvrages ou d'articles de référence ou si vous connaissez des sites web de qualité traitant du thème abordé ici, merci de compléter l'article en donnant les références utiles à sa vérifiabilité et en les liant à la section « Notes et références ».
- Archive Wikiwix
- Bing
- Cairn
- DuckDuckGo
- E. Universalis
- Gallica
- Google
- G. Books
- G. News
- G. Scholar
- Persée
- Qwant
- (zh) Baidu
- (ru) Yandex
- (wd) trouver des œuvres sur Wikidata

Le lac du Pénée, en grec moderne : Λίμνη Πηνειού, est un lac de barrage d'Élide en Grèce-Occidentale. 
Il est créé après la construction d'un barrage sur le fleuve Pénée. Sa superficie est de 19,895 km2 et c'est le plus grand lac du Péloponnèse.
La construction du barrage commence en septembre 1961 et l'ouvrage est livré en 1968. Avec l'apport en eau du barrage, le village de Xeniés (el), qui se trouvait au fond du lac en construction, a été abandonné, ainsi que les localités de Paleochóra (el), Agía Ánna et Soúli (el).